# Проституција у античкој Грчкој
Проституција је била саставни део свакодневног живота старих Грка почев од архајског периода. У најзначајнијим грчким полисима, а нарочито у лукама, упошљавала је позамашан део становништва и представљала стога прворазредну економску активност. Била је далеко од недозвољене радње: полиси је нису осуђивали, а јавне куће су постојале наочиглед свих. У старој Атини чак се и легендарном законодавцу Солону приписивало отварање борделâ са умереним ценама под државном контролом. Проституција се различито одражавала на полове: проституцијом су се бавиле жене свих животних доба и млађи мушкарци, док су клијентелу чинили готово искључиво мушкарци.

## Женска проституција
Псеудо-Демостен је у 4. веку п. н. е. пред грађанима окупљеним на суду изјавио: „Имамо проститутке ради задовољства, љубавнице да нам пружају дневну негу, супруге да нам рађају закониту децу и да буду верне чуварке нашег огњишта.“ Иако стварност није била овако карикатурална, сасвим је извесно да Грци нису осећали никакву моралну нелагоду у вези са коришћењем услуга проститутки.
Истовремено, закони су предвиђали оштре казне за ванбрачне сексуалне односе са слободном женом — у случају прељубе, преварени муж имао је право да убије увредиоца ухваћеног на делу — у истој мери као и за силовање. Мушкарци су у просеку са 30 година ступали у брак, тако да млади Атињанин, уколико је желео хетеросексуалне односе, није имао другога избора него да посегне или за својим робињама или за проституткама.
О постојању женске проституције која је била намењена женама нема много извора. Аристофан из Платонове Гозбе спомиње хетеристрије (стгрч. ἑταιρίστριαι, hetairístriai) у свом славном миту о љубави. По њему, „жене које су настале од делова првобитних жена не маре много за мушкарце, него више нагињу ка женама, и одатле потичу хетеристрије.“ Претпоставља се да је реч о проституткама чији су клијенти биле лезбијке. Лукијан Самосаћанин такође помиње ову појаву у свом делу Разговори хетера, али могуће је да је ту, једноставно, реч о успутној алузији на Платона.

### 
Проститутке су биле разврстане по категоријама. На дну лествице налазиле су се , које су, како етимологија упућује — реч долази од „продавати“ (стгрч. πέρνημι, pérnêmi) — биле углавном робиње у власништву сводника (стгрч. πορνοϐοσκός, pornoboskós), дословце „пастира“ проститутки, коме су плаћале утврђени износ од оствареног прихода. Робовласник је могао бити слободан грађанин, јер се радило о уобичајеном извору прихода; Теофраст наводи сводника одмах поред механџије и порезника на листи уобичајених занимања. Власник је могао бити и странац или странкиња.
У класичној Грчкој pórnai су биле робиње варварског порекла; у хеленистичкој Грчкој међу њих су се убрајале и девојчице које су њихови очеви, слободни грађани, напустили и биле су сматране робињама док се, евентуално, не би доказало супротно. Изгледа да је то био чест случај, пошто Климент Александријски, који је живео у 2. веку, опомиње оне који посећују проститутке на опасност од инцеста: „Колико је очева који су заборавили на децу коју су одавно напустили несвесно имало сексуалне односе са својим сином који се проституише или са својом кћери која је постала блудница...“ Ове проститутке су радиле по јавним кућама, поглавито у квартовима који су били познати по таквој активности, као што је атинска лука Пиреј или Карамеикос у Атини. Ове куће су посећивали морнари и сиромашни грађани.
Истој овој категорији припадале су и девојке из атинских бордела који су се налазили под контролом града-државе. Према Атенеју из Наукратиса који цитира комедиографа Филемона и историчара Никандра из Колофона, Солон је „у намери да обузда јарост момака, (...) покренуо иницијативу за отварање јавних кућа у којима би радиле откупљене младе жене.“ Тако, један од Филемонових ликова узвикује:
Како наглашава ова личност, Солонове јавне куће пружале су сексуално задовољење доступно свима и биле су пријемчиве и за најсиромашније слојеве друштва. Том приликом је Солон подигао, захваљујући порезу који је убирао од јавних кућа, храм посвећен Афродити Пандемос, што у дословном преводу значи „општенародна“ Афродита. Иако је историјска тачност ових анегдота сумњива, и поред тога постаје сасвим јасно да су Атињани сматрали проституцију саставним делом демократије.
Када је реч о тарифама, постоје бројна нагађања о цени од једног обола за основне услуге јефтиних проститутки. Тешко је разлучити да ли се ту радило о пословичном изразу који је био синоним за „јефтино“ или, пак, о стварној цени.

### Независне проститутке
На другом ступњу лествице међу проституткама налазиле су се бивше робиње које су у међувремену стекле слободу. Њихов положај био је врло близак статусу хетера, љубавница. Осим што би непосредно пред потенцијалним клијентима показивале своје дражи, прибегавале су и „рекламним“ триковима: наиме, пронађене су сандале са ђоном на којем је било урезано (стгрч. ΑΚΟΛΟΥΘΙ, AKOLOUTHI) „прати ме!“, којима би остављале траг на земљишту. Користиле су се, по свему судећи, и врло упадљивом шминком: тако се, рецимо, Еубул, представник средње (атичке) комедије, презриво подсмева блудницама „умазаним оловним белилом и (…) образа умазаних соком од купине.“
Ове проститутке су биле различитог порекла: странкиње које нису могле да нађу друго запослење у полису у који су дошле да живе, сиромашне удовице, бивше pornai које су успеле да се откупе (често на кредит). У Атини оне су биле у обавези да се региструју пред полисом и да плаћају порез. Захваљујући свом занату, неке од њих успеле су и да се обогате. У Коптосу, у старом Египту, у 1. веку н. е. пролазак је проституткама наплаћиван 108 драхми, насупрот 20 драхми колико су плаћале остале жене.
Цене њихових услуга тешко је проценити: чини се да су често варирале. У 4. веку п. н. е. Теопомп наводи да проститутке из друге зоне траже један статер (четири драхме), док у 1. веку п. н. е. епикурејски филозоф Филодем из Гадаре помиње систем претплате који износи пет драхми за туце посета. У 2. веку н. е. у делу Разговори хетера Лукијана из Самосате проститутка Ампелис сматра да је пет драхми по посети недовољна цена. У истом тексту се наводи да је млада девојка могла да тражи једну мину, што је износило сто драхми, чак и две мине уколико клијент није био привлачан. Млада и лепа проститутка могла је да наметне више цене у односу на своју старију колегиницу — премда илустрације на керамици показују да је постојало посебно тржиште на ком су се нудиле старије жене. Такође, све је зависило од тога да ли је клијент желео да за себе обезбеди ексклузивност проститутке или не. Склапали су се и ортачки уговори: неколицина пријатеља купила би искључиво право на проститутку, сваки је био носилац права на део времена.
У ову категорију несумњиво се могу сврстати музичарке и плесачице које су биле ангажоване на мушким банкетима. Аристотел међу посебним надлежностима десеторице магистрата помиње (петорице intra muros и петорице за Пиреј), (ἀστυνόμοι / astynómoi), задатак да се старају „да свирачице на флаути, лири и цитри не буду плаћене више од две драхме“ за вече. Могуће је да су сексуалне услуге улазиле у цену ангажовања, која је, упркос контролама надзорника, временом постајала све виша и виша.

### Хетере
Хетере се нису ограничавале само на пружање сексуалних услуга и њихове услуге нису биле једнократне: дословце, (ἑταίρα / hetaíra) значи „пратиља“. Поседовале су завидно образовање и биле су кадре да се укључе у расправе са просвећеним људима, рецимо на банкетима. Једино су оне од свих жена у Грчкој, са изузетком Спартанки, биле самосталне и способне да саме стичу за живот. Као љубавнице, добијале би поклоне од неколицине „дружбеника“ (hetairoi) или „пријатеља“ (philoi), који су их издржавали, а чија су удварања оне прихватале. То су најчешће биле странкиње, попут Аспазије, пореклом из Милета, или Неере, пореклом из Коринта.
Аспазија, Периклова љубавница, најпознатија је жена из 5. века п. н. е. Привлачила је код себе Софокла, Фидију, као и Сократа и његове ученике. По Плутарху, „господарила је највиђенијим државницима, а код филозофа је побуђивала пажњу, за коју се не може рећи да је била ни слаба ни безначајна.“
Позната су имена извесног броја хетера. У класичном добу постојала је Теодота, Алкибијадова љубавница, са којом Сократ дискутује у Ксенофонтовом делу Успомене о Сократу; као и Неера, предмет славне беседе Псеудо-Демостена; Фрина, по чијем узору је извајана статуа Афродите у граду Книду — Праксителово ремек-дело чија је милосница била, а била је уједно и пратиља беседника Хиперида, који ће је касније бранити на суду од оптужби за безбожништво; Леонтија, Епикурова пратиља, и сама филозофкиња. У хеленистичко доба помиње се Питионика, миљеница Харпала, ризничара Александра Великог и, напослетку, Таида, која је била љубавница самог Александра Македонског и доцније Птолемеја Првог.
Поједине хетере биле су изузетно имућне. Ксенофонт описује Теодоту окружену робовима, раскошно одевену како живи у пространој кући. Неке су се издвајале екстравагантним трошењем: Родопис, египатска проститутка за чију је слободу брат старогрчке песникиње Сапфо платио баснословно богатство, издвајала се тако што је лично финансирала изградњу пирамиде. Херодот не верује у ову анегдоту, али описује скупоцен епиграф који је подигла у Делфима. Цене услуга ових куртизана много су се разликовале, али биле су драстично више у односу на остале проститутке: у делима нове комедије кретале су се од 20 до 60 мина за неутврђен број дана. Менандар наводи пример куртизане која је зарађивала три мине дневно, што одговара, како појашњава, здруженом раду десет pornai. Ако је веровати Аулу Гелију, у класично доба куртизане су зарађивале и до 10.000 драхми за једну ноћ.
Понекад је тешко разликовати хетере и обичне проститутке: у оба случаја, жена је могла да буде слободна или робиња, самостална или под заштитом сводника. Стиче се утисак да аутори понекад користе оба термина у истом значењу. Поједини стручњаци доводили су чак у сумњу стварну разлику између hetaira и pornē; ишли су дотле да су сматрали термин hetaira у извесној мери обичним еуфемизмом.

### Света проституција
Света проституција у старој Грчкој није била тог обима као на древном Блиском истоку. Ретки познати случајеви јављали су се или у ободним деловима грчког света (на Сицилији, на Кипру, у Понтском краљевству и у Кападокији) или у граду Коринту, у чијем се Афродитином храму најкасније од класичног периода налазио знатан број робова. Тако је 464. године п. н. е. извесни Коринћанин Ксенофонт, чувени тркач и освајач петобоја на Олимпијским играма, даровао, у знак захвалности Афродити, сто младих девојака храму богиње. Траг о овоме остао је сачуван захваљујући свечаној песми коју је Пиндар написао по наруџбини а која слави „врло предустретљиве девојке, слушкиње богиње Пите и велелепног Коринта.“ У римско време, по речима Страбона (VIII, 6, 20), храм је крцат са више од хиљаду светих робиња-проститутки. Исти аутор преноси пословицу која гласи „нема свако могућности да иде у Коринт“, која у исти мах истиче да је боравак у Коринту пријатан, али и да кошта.

### Спарта
Од свих градова-држава у Грчкој једино се за Спарту знало да у њој не постоји ниједна pornê. Плутарх то објашњава одсуством драгоцених метала и истинске валуте — спартанска монета била је од гвожђа и нигде ван Спарте је нису признавали; ниједан сводник није налазио интереса да ту послује. Одиста, нема трагова који би упућивали на постојање проституције као раширене појаве у Спарти у архајском и класичном периоду. Једини доказ који то оспорава представља ваза из 6. века п. н. е. која приказује жене док свирају аулос на мушком банкету. Па ипак, стиче се утисак да се ту не ради о приказу спартанске свакодневице тога доба, већ о обичној иконографској теми. Присуство крилатог демона, воћа, растиња и олтара наводи на помисао да се можда радило о ритуалном банкету приређеном у част неког божанства плодности, на пример Артемиде или Аполона.
У Спарти су, међутим, постојале хетере у класично доба. Атенеј помиње куртизане са којима је Алкибијад банчио за време свог изгнанства у Спарти (415—414. п. н. е.). Приповедајући о Кинадоновој завери (почетак 4. века п. н. е.), Ксенофонт наводи да је права намера била протеривање из полиса, под изговором забринутости, „једне жене коју су онде сматрали веома лепом, али коју су оптуживали да квари Лакедемоњане, како младе тако и старе, који су одлазили у Аулон.“ Ово се вероватно односило на хетеру.
Најкасније до почетка 3. века п. н. е. када је велика количина страног новца ушла у оптицај у Лаконији, Спарта је почела у потпуности да подражава остале грчке полисе. У хеленистичко доба Полемон описује у својим Даровима Лакедемону портрет славне хетере Котине и краву од бронзе коју је она даровала. Додаје да су му приликом посете, као занимљивост, показали њену јавну кућу у близини Дионисовог храма.

### Услови рада проститутки
Тешко је оценити положај проститутки тога доба. Самим тим што су биле жене, већ су биле маргинализоване у грчком друштву. Не постоји непосредно сведочење о њиховом животу, као ни опис бордела у којима су радиле. Извесно је, међутим, да су јавне куће у Грчкој биле сличне онима у Риму, чији опис срећемо у делима писаца или које су остале сачуване у Помпеји: мрачна места, непријатна мириса и скучена. Један од многобројних жаргонских грчких назива за проститутку био је (χαμαιτυπής / khamaitypếs), што у дословном преводу значи „која удара о земљу“, што упућује на закључак да су услуге пружане на земљаној подлози.
Неки писци уводили су у своја дела ликове проститутки, које причају о себи: рецимо, Лукијан из Самосате у Разговорима хетера или Алкифрон у својој збирци писама, али ради се о маштовитом приказивању. Поменути женски ликови били су или независне проститутке или хетере; извори скоро да не наводе случај робиња, осим што их посматрају као добра која треба уновчити. Ови извори јасно показују шта су грчки мушкарци мислили о проституткама: пре свега, приписивали су им шићарџијски менталитет. По мишљењу Грка, особа која се подаје за новац, било да је мушкарац или жена, чини то због сиромаштва и(ли) из жеље за претераном добити. Грамзивост проститутки била је шаљива тема, честа у комедијама. Треба напоменути да су у Атини оне биле једине жене које су самостално располагале новцем, што је вероватно побуђивало мушку заједљивост. Друго објашњење лежи у чињеници да је каријера независне проститутке била кратка и неизвесна: њени приходи су се умањивали како је време протицало. Да би могла да се издржава у старости, морала је да прикупи што је могуће више новца док је време.
Расправе о медицини пружају делимичан увид у њихов свакодневни живот. Тако се наводи да проститутке-робиње, да би наставиле да доносе зараду, морају у мери у којој је то могуће да избегавају да затрудне. О контрацептивним средствима које су користили стари Грци мало се зна, за разлику од оних које су користили стари Римљани. У трактату који се приписује Хипократу аутор детаљно описује случај једне играчице „која има обичај да иде са мушкарцима“: саветује јој да скаче, тако да при сваком скоку додирне петама задњицу, како би избацила сперму и елиминисала ризик од трудноће. Изгледа да су коринтске проститутке прибегавале једноставнијем решењу тражећи од својих клијената да упражњавају анални секс ради спречавања зачећа. Сасвим је могуће да су pornai прибегавале побачају или чедоморству. Када је реч о независним проституткама, ситуација није баш најјаснија: кћерка је могла да изучи занат, наследи мајку и на тај начин је издржава када мајка остари.
И керамика носи сведочење о свакодневном животу проститутки. Представе проститутки углавном се могу разврстати у четири групе: сцене банкета, сцене сексуалних односа, сцене клозета и сцене батина. На сценама клозета проститутке обично немају згодно тело: спуштене груди, оклембешено сало итд. Један киликс приказује чак проститутку док уринира у нокшир. У сценама сексуалних односа присуство проститутки се обично распознаје по насликаној кеси са новцем, која служи да подсети на новчани карактер односа. Најчешће је приказивана псећа поза — или анални секс, пошто је понекад тешко уочити разлику између ове две позе. Жена је обично повијена напред, испруженим рукама додирује тло. Анални секс је сматран понижавајућим за одраслу особу, а изгледа да се за псећу позу (насупрот мисионарској пози) мислило да женама пружа мање задовољства. Напослетку, одређен број ваза приказује сцене на којима се проституткама прети штапом или сандалом, те су оне присиљене да пристану на сексуалне радње које су стари Грци сматрали понижавајућим: фелацио, анални секс, некад чак и једно и друго истовремено.
Најзад, иако су хетере неспорно биле жене са највише слободе у Грчкој, треба напоменути да су многе од њих желеле да се скрасе покрај мужа или сталног пратиоца не би ли биле више уважаване: Неера, чија је каријера описана у једној одбрани пред судом, успела је, тако, да подигне троје деце пре него што ју је сустигла властита прошлост хетере. Исто тако, Перикле је Аспазију изабрао за љубавницу, или, према неким изворима, чак и за супругу. Атенеј запажа „да се у курве које су у међувремену постале поштоване супруге човек може далеко више поуздати него у госпође које се диче својом честитошћу“ и наводи неколико грчких великана синова грађанина и куртизане: између осталих, стратег Тимотеј био је син Конона. Али зато, не постоји ниједан познати пример да је грађанка добровољно постала хетера.

### Проститутке у књижевности
У новој комедији проститутке су, баш као и робови, постале водеће личности шаљивих позоришних представа. За то је постојало неколико разлога: док се стара комедија бавила политичким темама, нова комедија је нагласак стављала на личне теме и свакодневни живот Атињана. Затим, друштвени обичаји тога доба налагали су лепо васпитаној жени да се не појављује сама на улици, док је позоришна сцена приказивала спољашњост: једине жене које су се редовно појављивале саме на улици биле су, логично, проститутке.
Сплетке у новој комедији стога се често приписују проституткама. „Све док буде сналажљивих робова, строгих очева, нечасних посредница и умиљатих проститутки, Менандар ће живети“, кличе Овидије у делу Љубави (I, 15, 17-18). Проститутка може бити драгана глумца који игра улогу љубавника: у том случају, слободна и честита, она је присиљена да се бави проституцијом након што су је родитељи напустили или након што су је отели гусари (Сикионци). Пошто су је биолошки родитељи препознали по дрангулијама које су јој оставили док је била у колевци, ослобођена девојка сада може да се уда. Исто тако, проститутка се врло често појављује и као споредна личност: њени односи са пријатељем главног глумца чине другу љубавну интригу позоришног комада. Осим тога, Менандар је осмислио, насупрот увреженој представи грамзиве проститутке, и личност блуднице велика срца у Парничарима, где управо она омогућава срећан свршетак представе.
Насупрот томе, у утопијским представама Грка често није било места за проститутке. У Женама у скупштини (v. 716-719) хероина Праксагора их и формално забрањује у идеалном граду-држави: „Штавише, предлажем да се курве забране ... те да, уместо њих, ми можемо да уживамо у тек стасалим младићима. Није упутно да накинђурене робиње лишавају слободне жене њиховог уживања. Нека проститутке спавају слободно са робовима.“ Проститутке су очевидно сматране нелојалном конкуренцијом. У другој књижевној врсти Платон (Република, III, 404d) забрањује коринтске проститутке из истог разлога као и атинске посластичарнице, јер их скупа оптужује да уносе раскош и несклад у идеалан полис. Припадник киничке школе Кратес из Тебе, из доба хеленизма, (кога цитира Диодор са Сицилије, II, 55-60) описује утопијски град из кога је, по узору на Платона, проституција такође протерана.

## Мушка проституција
У старој Грчкој такође је било доста πόρνοι / pórnoi, младића који су се бавили проституцијом. Један део њих имао је женску клијентелу као циљну групу: да су жиголи постојали у класичном периоду, сведочи у два наврата Аристофан. Тако, у Плуту (v. 960—1095) аутор даје драмски приказ жене у поодмаклим годинама и њеног младог љубавника, који је, притиснут немаштином, присиљен да јој се умиљава зарад металног новца, зделе жита и одеће.
Купљени младићи, као и евнуси — веома цењени као израз префињене раскоши — показују да је грчко друштво предност давало уживању без емоција. У Сикиону (на Пелопонезу) мушкарци су се раздрагано проституисали у част бога Бахуса (Диониса).

### Проституција и педерастија
Насупрот женској проституцији, која је окупљала жене свих узраста, мушком проституцијом углавном су се бавили адолесценти. Веза одраслог мушкарца и дечака, pais, није представљала продају тела, већ је укључивала менторску компоненту, тј. образовање детета (paideia). Солон, славни атински законодавац, прописао је начин живота младежи и супротставио се дечачкој проституцији одмах по рођењу, али није забранио продају младих робова у сврху разврата.
У Љубавима (25-26) Псеудо-Лукијан изричито наводи:
Временско раздобље током којег су адолесценти сматрани пожељнима кретало се отприлике од пубертета до појаве браде, пошто је маљавост дечака изазивала одвратност код старих Грка. Наиме, било је случајева да су развратници имали старије дечаке као љубавнике, али депилиране.
Попут женске, ни мушка проституција није код старих Грка изазивала згражавање. Јавне куће у којима су радили дечаци-робови постојале су наочиглед свих, и то не само у „зонама црвених фењера“ у Пиреју, Керамеикосу или на Ликавитосу, већ посвуда по граду. Несумњиво најчувенији од ових дечака био је Федон: поставши роб приликом заузећа његовог родног града, био је принуђен да ради у борделу све док га није запазио Сократ, чији су следбеници платили за његову слободу. Младић је потом постао Сократов ученик и по њему је названо Платоново дело Федон, у коме је испричана Сократова смрт. Ни мушке проститутке нису биле изузете од плаћања пореза. У једној од својих одбрана, Против Тимарха, беседник Есхин даје себи пуну слободу да опише пред судом бордел у коме раде дечаци. Посетилац таквих бордела није наилазио на осуду ни закона ни јавног мњења.

### Проституција и право грађанства
Постојање мушке проституције великих размера показује да склоност за педерастијом није била ограничена само на повлашћену друштвену класу. Ако већ мање имућни грађани скоро да нису имали времена и средстава да практикују аристократске ритуале (посматрање спортских приредби, удварање, даривање), свако је барем могао да задовољи своју жудњу окрећући се проституцији. Закон је утолико више штитио дечаке, као и жене, од сваког физичког насртаја. Није се знало за случај сексуалног односа између роба и његовог господара све до открића једног Ксенофонтовог навода. Други разлог за коришћење услуга мушких проститутки лежи у постојању сексуалних табуа: стари Грци су фелацио као сексуални чин сматрали срамним. Самим тим, у хомосексуалној вези сматрало се да ераст (љубавник) нема право да тражи такву услугу од свог ероменоса (љубимца), будућег суграђанина; за тако што пре је морао да се обрати мушкој проститутки.
Иако је било по закону, бављење проституцијом сматрано је друштвено нечасним. Било је нормално када се радило о робу или, уопштено говорећи, о особама без грађанских права. У случају грађанина повлачила је за собом значајне политичке последице, као што је атимија (ἀτιμία / atimía), губитак свих грађанских права. Тако се тумачи дело Против Тимарха: Тимарх је напао Есхина; да би се одбранио, Есхин оптужује свог тужиоца да се у младости проституисао. Самим тим, Тимарх би морао бити лишен политичких права, међу којима је и право да подноси тужбу против некога. Дакле, нуђење новца адолесценту у замену за пружање сексуалних услуга било је строго кажњиво, јер је то младића могло да стаје његових будућих грађанских права.
Овакво расуђивање објаснио је Есхин (§ 29), цитирајући докимазију грч. δοκιμασία: грађанин који се бавио проституцијом (πεπορνευμένος / peporneuménos) или кога је љубавник издржавао (ἡταιρηκώς / hêtairêkốs) лишен је могућности јавног иступања јер „онај који је продавао сопствено тело да би други у њему могли да уживају (ἐφ’ ὕϐρει / eph’ hýbris) не би оклевао да прода интересе заједнице у целости.“ Оптужбе Тимеја из Тауроменија на Сицилији против тиранина Агатокла од Сиракузе поново узимају истоветну тематику; мушка проститутка је по дефиницији неко ко се одриче властитог достојанства не би ли задовољио туђу жудњу: „Обична мушка проститутка (κοινὸν πόρνο / koinòn pórnon) која стоји на располагању најразузданијима, јесте креја, мишар, који нуди своју стражњицу свакоме ко то пожели.“

### Ценовник
Цене услуга мушкараца који су се проституисали варирале су у истој мери као и цене жена проститутки. Атенеј помиње неког момка који је нудио своје услуге за један обол, међутим, то је била толико мала сума да се истинитост ове тврдње доводи у питање. Стратон из Сарда, аутор епиграма из 2. века, помиње једну такву трансакцију која је обављена за пет драхми. У једном писму Псеудо-Есхин процењује зараду извесног Меланопоса на 3.000 драхми, што је сума коју је вероватно зарадио у току целог свог радног века.
Есхин у свом делу Против Тимарха (§ 29) прави разлику између младића који се проституише и младића ког издржавају. Такође тврди (§ 51-52) да Тимарх не само да је напустио свог заштитника кад је овај остао без новца, већ је имао више њих, чиме је доказао да није био дечак ког издржавају (hêtairêkôs), већ обична курва (peporneumenos).